# Диди-Халеби
Диди-Халеби (груз. დიდი ხალები) — село в Грузии. Находится в Хашурском муниципалитете края Шида-Картли. Высота над уровнем моря составляет 1040 метров. Население — 26 человек (2014).